# Rondo Romana Dmowskiego w Lublinie
Rondo im. Romana Dmowskiego w Lublinie – rondo w Lublinie, w dzielnicy Śródmieście. Jeden z najważniejszych węzłów komunikacyjnych w Lublinie. Do ronda od północy wpada ul. Lwowska/ul. Podzamcze (przedłużenie od ronda Mohyły), od wschodu i zachodu al. Tysiąclecia, a od południa al. Unii Lubelskiej. Na rondzie zamontowana jest sygnalizacja świetlna. Patronem ronda jest Roman Dmowski, uczestnik Konferencji pokojowej w Paryżu, jeden z ojców niepodległości. Na rondzie znajduje się 35 metrowy maszt niepodległości odsłonięty 11 listopada 2018 roku.

## Otoczenie
Na południowy wschód od ronda znajduje się galeria handlowa Vivo (dawniej Tarasy Zamkowe), natomiast po przeciwnej stronie al. Tysiąclecia znajduje się stacja benzynowa Circle K i KFC. Na południowy zachód położony jest Zamek Lubelski z XIII wiecznym donżonem. Na północny zachód od ronda znajduje się Dworzec Główny PKS i Sobór Przemienienia Pańskiego. Nieopodal ronda znajduje się także Stare Miasto, stary kirkut, Kościół św. Mikołaja na Czwartku, Biskupiak, Salon Renault, 2 hotele, a także Samodzielny Publiczny Szpital Wojewódzki im. Jana Bożego w Lublinie tzw. szpital na Biernackiego.

## Komunikacja miejska
Przez rondo kursuje wiele autobusów i trolejbusów. Nad rondem rozwieszona jest trakcja trolejbusowa. W bezpośredniej bliskości ronda znajdują się 2 przystanki. Planowana jest budowa nowych przystanków przy rondzie.